# Temple protestant de Contay
Le temple protestant de Contay est un édifice cultuel de l'Église réformée de France puis de l'Église protestante unie de France depuis 2013, situé sur le territoire de la commune de Contay, dans le département de la Somme, à une vingtaine de kilomètres au nord-est d'Amiens.

## Historique
Le monument situé dans le village de Contay, dans le canton de Villers-Bocage, a été construit en 1829. C’est l’un des treize temples que compta le département de la Somme.
Au XVIIIe siècle, une communauté protestante est présente à Contay. En 1822, Laurent Cadoret, fut le premier pasteur du département de la Somme à s'installer à Contay. Le temple fut édifié en 1828-1829 (la date 1828 est scellée par des ancres de fer sur la façade). Il abrita l'école protestante en 1867. 
Délabré, le temple fut restauré et modifié en 1870 par Jules Vérité, menuisier à Contay, sur les plans de l'architecte amiénois Leullier. On construisit le porche donnant sur la grande rue. 
Le 27 avril 2003, l'association cultuelle de l'Église Réformée de la Somme l'a cédé à la commune de Contay qui l'a restauré

## Caractéristiques
Le temple de Contay, de taille modeste, est un bâtiment construit en brique selon un plan quadrangulaire. L'entrée primitive, très lézardée, fut remplacée par un oculus. Du fait de cette transformation, la chaire est située sur le côté. Une sacristie fut construite au nord, elle servit de lieu de réunion pour le conseil presbytéral.

L'entrée est précédée d'un porche à péristyle de pierre calcaire avec un petit fronton triangulaire. Au-dessus de la porte d'entrée, a été gravé ce passage de l’Évangile : 

« A ceci, tous connaîtront que vous êtes mes disciples, si vous avez de l'amour les uns pour les autres »

 (Jean, XIII, 35)
Le temple de Contay est, avec ceux d'Harponville et de Feuquières-en-Vimeu, l'un des rares exemples de lieux de culte protestants encore présent dans les campagnes picardes.